# Förenklat tvistemål
Förenklat tvistemål, FT-mål eller småmål är i nordisk rätt ett tvistemål som handläggs enligt ett undantag i rättegångsbalken, på grund av att värdet av det som yrkas i målet uppenbart inte överstiger hälften av prisbasbeloppet. I Sverige regleras det av 1 kap. 3 d § rättegångsbalken.
Till skillnad från i ordinära ("vanliga") tvistemål är endast en domare - istället för tre - beslutsmässig i sådana mål. Möjligheterna att få rättegångskostnader ersatta av motparten för den part som vinner målet är starkt beskurna och i princip kan den vinnande parten endast få ersättning för en timmes rättslig rådgivning per instans och sina resekostnader samt kostnader för vittnesbevisning enligt 18 kap. 8 a § rättegångsbalken. Tanken är att parterna ska ha möjlighet att föra process utan juridiskt biträde i dessa mål, varför kostnader för ombud inte är ersättningsgilla och rättshjälp i regel inte beviljas i småmålen. Observera dock utgången i rättsfallet RH 1995:24 nedan som utgör ett undantag från huvudregeln på grund av svarandens sätt att föra rättegången. 
Domstolen kan besluta att målet ska handläggas som ett ordinärt tvistemål om en part "gör sannolikt att den bakomliggande tvisten rör ett högre värde eller att utgången annars är av synnerlig betydelse för bedömningen av andra föreliggande rättsförhållanden"; i sådana fall gäller inte reglerna om begränsad ersättning för rättegångskostnader. 
Mål som handläggningsformen har tillämpats på är bland annat mål om skadestånd, för upphovsrättsbrott och förtalsbrott samt mål om felparkeringsavgift.
Småmålen reglerades tidigare i lagen (1974:8) om rättegången i tvistemål om mindre värden, den så kallade småmålslagen. 

## Rättsfall
- RH 1995:24 Rättegångskostnad avseende ersättning för resekostnader för ombud från avlägsen ort i tvistemål om mindre värden utdömda för inställelse till huvudförhandling i tingsrätt.[3]
- Reglerna i 18 kap 8 a § RB om vilka rättegångskostnader som är ersättningsgilla i småmål har ansetts tillämpliga även när en part eller hans ombud har vållat kostnad för motparten genom vårdslöshet eller försummelse.[4]

## Äldre rättsfall
- Ränta har ansetts inte skola utgå på ersättning för rättegångskostnader i mål som handlagts enligt lagen (1974:8) om rättegången i tvistemål om mindre värden (småmålslagen).[5]

## Exempel på beslut

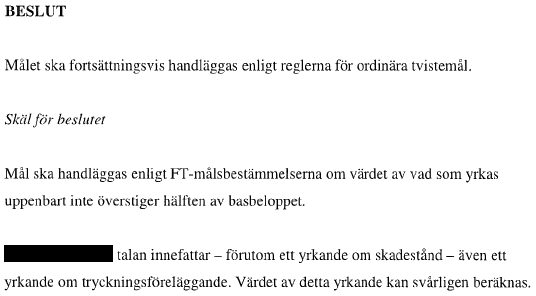
Ett beslut om ändring av handläggningsform till ordinärt tvistemål